# 환타스틱프렌즈
환타스틱프렌즈는 이승환의 데뷔 20주년 기념 앨범으로서, 신곡 2곡과 가요계 후배들이 재해석한 이승환의 기존의 8곡 총 10곡으로 구성되어있는 음반이다.

## 음반 수록 목록
1. My fair lady(Feat.서우)
2. 좋은날 2
3. 심장병
4. 세상에 뿌려진 사랑만큼
5. 체념을 위한 미련
6. 내가 바라는 나
7. 덩크슛
8. 텅 빈 마음
9. 크리스마스에는
10. 붉은 낙타